# August Penzig
August Gottwerth Penzig (* 8. Juni 1826 in Altenburg; † 4. März 1896 in Menton) war ein deutscher Kaufmann und Politiker (Nationalliberale Partei).

## Leben und Wirken
Der Sohn des Prießnitzer Pfarrers Johann August Penzig (1792–1826) erhielt eine private Schulbildung. Anschließend absolvierte er eine kaufmännische Lehre und war als Kaufmann in einem Großhandel in Meerane tätig. Er war Mitglied der Handelskammer Chemnitz. 1873 überließ er aus gesundheitlichen Gründen seine Geschäftsanteile dem bisherigen Teilhaber, der das Unternehmen unter der Firma A. G. Penzig Nachfolger weiterführte, und zog sich als Rentier ins Privatleben zurück. Seit 1876 lebte Penzig in Dresden, seit März 1878 war er Mitglied des Verwaltungsrats der Sächsischen Bank in Dresden.
Penzig engagierte sich politisch als Stadtverordnetenvorsteher, im Stadtrat und als stellvertretender Bürgermeister von Meerane. Der II. Kammer des Sächsischen Landtags gehörte Penzig von 1866 bis 1869 als stellvertretender Abgeordneter des 14. städtischen Wahlkreises an. Anschließend war er von 1869 bis 1881 Abgeordneter des 14. städtischen Wahlkreises. Von Januar 1877 bis Juli 1878 war Penzig als Vertreter des 9. sächsischen Wahlkreises (Freiberg-Hainichen) sowie von Oktober 1884 bis Februar 1887 als Vertreter des 15. sächsischen Wahlkreises (Frankenberg-Mittweida) zudem Abgeordneter im Reichstag in Berlin.
Penzig war Inhaber des königlich sächsischen Erinnerungskreuzes und der kaiserlichen Kriegsgedenkmünze für den Deutsch-Französischen Krieg 1870/71.